# Ringö
Ringö är en halvö i Karlskrona. Ringö ligger i södra utkanten av Lyckeby vid Lyckebyåns utlopp norr om Verkö. På Ringös västra strand finns en badplats.